# Wu Yu
Wu Yu (chinês: 吴愉, pinyin: Wú Yú, 13 de janeiro de 1995) é uma pugilista chinesa, campeã olímpica.

## Carreira
Ela ganhou a medalha de ouro peso mosca no Campeonato Mundial Feminino de Boxe de 2023.
Nos Jogos Olímpicos de Verão de 2024, em Paris, conquistou a medalha de ouro na disputa de peso mosca (até 50 kg), derrotando a boxeadora turca Buse Naz Çakıroğlu por 4 a 1 na final.